# 福岡教育大学附属福岡中学校
福岡教育大学附属福岡中学校（ふくおかきょういくだいがくふぞくふくおかちゅうがっこう）は、福岡市中央区にある国立大学法人福岡教育大学の附属中学校である。福岡教育大学附属久留米中学校や福岡教育大学附属小倉中学校と同じく福岡教育大学の附属中学校である。略称は「附中(ふちゅう)」。また、同じ敷地内に福岡教育大学附属福岡小学校もある。

## 概要
全校生徒数は約370人(特別支援学級を含む)。39～42人のクラスが各学年に1組～3組の3クラスずつと、特別支援学級の4組（3～6人）が各学年にある。前期と後期の2期制である。教育大学の附属校として、教育研究と教育実習の場ともなっているので、しばしば先進実験的な授業が行われる。
以前は福岡教育大学教育学部附属福岡中学校と称したが、2004年度（平成16年度）から福岡教育大学が国立大学法人になるのに伴い、改称され、福岡教育大学附属福岡中学校となった。
2017年に70周年を迎え、各クラス2名ずつ生徒会歌創作委員を集い作詞を、第三学年が音楽科の学習にて作曲、音楽科教師により編曲を行い、生徒会歌「キャンバス」を創作。
おもな進学先は、公立高校では福岡県立修猷館高等学校（26人）、福岡県立筑紫丘高等学校（15人）、福岡県立博多青松高等学校（3人）。私立高校では福岡大学附属大濠高校（65人）など（2017年卒業生）。

### 校訓
- 行第二里
人が第一里をいくとき、第二里をいこう。与えられたことだけをするにとどまらず、自己の任務を積極的に進んでやりぬこう。たえず一歩さきを行くことを心がけよう。
- 一歩歩行万里
たゆまぬ努力が積み重なって大事を完成する。つねに努力を続けよう。
- 不動心
周りの意見に流されず、自らが善しと信ずることは最後までやりおす強い信念をもとう。
- 生徒会スローガン「われ日本の大樹とならん」

### 校章

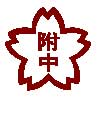
桜の校章

- 桜を象ったもので、男子、女子、ともにこの校章を制服に着用する。また、隣接する西公園や大濠公園は、桜の名所としても知られている。

### 校歌
- 1965年6月、学友歌「輝け附中」を校歌として制定。歌詞は4番まであり、1番「学校の周囲」、2番「季節」、3番「人とのかかわり」、4番「世界平和」である。
- その他、体育会や離任式等で全校で披露する応援歌「猛進」というものがある。

### 制服
男女ともに革靴着用。また、校章も着用しなければならない。
制服移行期間中には夏服、中間服、冬服すべてが着用可能である。
- 夏服
  - 男子 左胸に「附中」の校章が刺繍されている開襟シャツにグレーの長ズボン。
  - 女子 白いセーラー服で、襟だけ紺色であり、襟に白のラインが一本入っている。
- 冬服
  - 男子 一般的な黒色の制服で、ボタンには「附中」という字の入った校章が刻まれている。
  - 女子 紺色のセーラー服で、襟に白のラインが一本入っている。

### 学校生活
- 福岡県内の中学校と違い、給食は無く、弁当を各自持参する（パック牛乳のみ配られる）。
- 生徒主体を重んじていて、生徒会や指導員といった組織が主体となって、全校集会などを開く。生徒の多くが交通機関を利用しているため、時計の所持が認められている。自転車通学は許可されていない。
- 2021年秋に校則が改正され、「登下校時で緊急時に保護者に連絡する以外の目的では使用せず、学校内では貴重品と一緒に回収する」という条件でスマホ持ち込みが可能となった。

### 校舎
- 校舎は北校舎(1階建て)、中校舎(3階建て)、南校舎(3階建て)に分かれている。南校舎では1,2,3年生が普段生活し、中校舎（渡り廊下でつながっている）は理科室や技術室などの科目教室がある。また体育館を挟んである北校舎には、特別支援学級の生徒(4組生徒)が学校生活を送っている。
- 福岡県西方沖地震によって、校舎、渡り廊下、体育館は被害を負った。特に体育館の被害は大きく、そのままでは使用が危険なため新築された。校舎については耐震補強をすると同時にバリアフリーのために、2007年、スロープやエレベーターなども設置した。また、地震の影響で使用禁止となった従来の渡り廊下に代わり、3階建ての渡り廊下が完成した（従来は1、2階部分の渡り廊下のみ）。また、2019年にはトイレが改装された。そのトイレにもバリアフリー化が進められている。
- 校舎の一部は、土砂災害警戒区域となっている。[1]
- 北運動場…北校舎に隣接している、小さな運動場。あまり使用されていない。
- 南運動場…校舎から道路を挟んだメイン運動場。体育の授業や部活（野球部、サッカー部、陸上部が合同で使用している）、さらには体育会などで使用される。

## 沿革
- 1947年（昭和22年） - 福岡第一師範学校附属中学校として発足
- 1948年 - モットーの「一歩々行万里」「行第二里」「不動心」が打ち立てられる
- 1949年 - 福岡学芸大学福岡第一師範福岡附属中学校と改称
同年 学友歌「輝け附中」制定
- 1950年 - 遠行会が始まる
- 1951年 - 福岡学芸大学附属福岡中学校と改称
同年 新校舎落成記念
- 1960年 - 校舎第1棟全焼 学大福岡分校借用
- 1961年 - 現校舎竣工
- 1964年 - プール竣工
- 1965年 - 学友歌「輝け附中」を校歌に制定・バレーボールコート、テニスコート竣工
- 1966年 - 福岡教育大学附属福岡中学校と改称
- 1967年 - 創立20周年式典、噴水プール竣工
- 1968年 - 運動部部室竣工・旧武道場全焼
- 1970年 - 北南運動場整備完了・武道場（小体育館）竣工
- 1971年 - 南運動場整備工事完了（グラウンド、防球ネット）・北校舎落成式
- 1977年 - 文化祭テーマ「未来」タイムカプセル埋蔵
- 1978年 - （1月）創立30周年記念式典
- 1983年 - 南運動場の塀、フェンス竣工
- 1984年 - 体育館前通路舗装竣工
- 1988年 - 武道場竣工・（3月）創立40周年記念式典・武道場落成式「荒陵館」
- 1991年 - パソコン教室開設
- 1994年 - プール改修完工・校舎増築記念式
- 1998年 - 創立50周年記念式典・タイムカプセル埋設
- 2006年 - 体育館『荒津錬身館』完成

- 2007年 - 校舎改築（バリアフリー化のためスロープ、エレベーターを設置）・60周年記念式典

- 2019年 - トイレ改築・芝生改装
- 2023年 - 武道場『荒陵館』改装

## 部活動
運動部
バスケットボール（男・女）
ソフトテニス（女）
陸上（男女）
卓球（男・女）
野球
サッカー
剣道（男女）
文化部
吹奏楽
美術

## 行事
- 体育会
  - 赤（全学年1組）、青（全学年2組）、黄（全学年3組）、緑（緑ブロックは特別支援学級の生徒によって構成される）の4ブロックに分かれて各競技を競う。しかし現在は、緑ブロックが廃止されており、3ブロックになっている。特別支援学級の生徒は、交流クラスの各ブロックに入ることになる。（中でも、応援合戦での指導員による演舞の披露は附中の伝統となっている。）
  - 2009年度から体育祭から体育会へ名称が変更された。学年優勝、ブロック優勝というのがある。
- 文化発表会
  - 2日間にわたって行われる。1日目はそれぞれの学級、ブロックごとで課題曲、自由曲を歌い、優勝を競う「合唱コンクール」が行われる。2日目の午前中はフロンティアタイム(通称FT)で研究した内容の、第二学年生徒による自身の探求内容の中間報告、午後からは第三学年生徒によるミニ授業形式の発表が行われる。
- 遠行会
  - 「一歩々行万里」の校訓のもと、糸島半島40km程度（ルートは年ごとに変わる）を歩き抜く。朝早くから、夕方まで歩く。スタート、ゴールは今津運動公園（2022年度より山ノ鼻古墳公園に変更）。また、遠行会で生徒会役員及び指導員の仕事が最後となる。
  - その為2回遠行会の前に大濠公園で8㎞（計4周）の練習を行う。
  - 昭和には「十五里行軍」と呼ばれ、約60kmを歩行していた時期があった。その後学校側が十二里に短縮され、その年反発した生徒らが残り12kmを自主的に歩いたという逸話もある。
- フロンティアタイム（FT）
  - 平成20年度より文部科学省の研究開発の指定を受けた取り組みの1つ。生徒は「教科」の枠を超えた探究テーマを設定し、探究活動を行なう。報告会では、ミニ授業形式で生徒が探究活動の成果を報告した。2017年度から、三学年から二人ずつフロンティア大賞を選出されている。
- その他
  - 授業の一環として『こらぼるアワー』や『言いたか放談』といった活動を行っている。

## 年間行事
- 4月 - 前期始業式・離赴任式、入学式、歓迎遠足、自然教室（1年生）、授業参観、学力検査
- 5月 - 体育会
- 6月 - 前期中間考査、実力テスト（3年生）、三者面談
- 7月 - 樟薫会、部活動激励会、中体連・中文連、
- 8月 - 夏期休業、前期期末考査、山鹿の里勉強合宿（3年生）
- 9月 - 前期教育実習（3週間）、前期教育実習終了式、教育研究発表会、生徒会役員選挙
- 10月 - 前期終業式、後期始業式、進路講演会、後期教育実習（3週間）、見学旅行（2年生）、クラスマッチ（3年生）
- 11月 -後期中間考査（1・2年生）・後期期末考査（3年生） 文化発表会（フロンティアタイム報告会・合唱コンクール）、4組バザー、観劇会
- 12月 - 4組入試、遠行会
- 1月 - 附中入試
- 2月 - 後期期末考査（1・2年）、授業参観
- 3月 - 同窓会入会式（3年）、卒業式、修了式、離任式（福岡市教職員）、クラスマッチ（1、2年生）

## 入学試験
2005年まで8教科入試（国語、算数、理科、社会、図工、音楽、体育、家庭）で、1次試験合格者の中から、抽選で合格者を決める方法であったが、2006年から4教科入試に変更され（国語、算数、理科、社会）、2007年には抽選制度が廃止された。校区がはっきりと存在しない上、定員が内部進学生と合わせて120人と少ないこともあり、入試の難易度は県内でもトップクラスである。
また特別支援学級への入試では、学力検査（国語、算数）に抽像検査や運動器機能検査の後、に面接が行われる。
また、福岡教育大学附属福岡小学校からの内部進学の生徒も入学試験を受けなければならない。

## 著名な出身者
- 山崎拓（衆議院議員）
- 吉村剛太郎（参議院議員）
- 太田誠一（衆議院議員）
- 長富祐一郎（官僚）
- 中井毅（官僚）
- 嶋尾正（大同特殊鋼会長）
- 伊藤正孝（ジャーナリスト）
- 外尾悦郎（彫刻家）
- 喜入友浩（TBSテレビアナウンサー）
- 石田宏樹（フリービット会長、トーンモバイル社長）
- わちみなみ（タレント、グラビアアイドル）

## アクセス
- 福岡市地下鉄空港線 - 唐人町駅、大濠公園駅より徒歩15分
- 西鉄バス - 伊崎より徒歩5分、唐人町三丁目より徒歩5分、若葉高校前より徒歩8分、唐人町より徒歩10分、黒門より徒歩10分、福浜2丁目より徒歩10分、大濠公園より徒歩12分